# Благословенна Бухара
«Благословенна Бухара» — радянський художній фільм 1990 року, знятий режисером Бако Садиковим на студіях «Таджикфільм» і «Катарсіс».

## Сюжет
Події фільму відбуваються в 1950-ті роки в одному з найпрекрасніших міст світу — благословенній Бухарі. Це розповідь про вуличних поетів, що живуть на занедбаних цвинтарях, у мечетях, на дахах будинків.

## У ролях
- Ато Мухамеджанов — батько Рамазана
- Умед Садиков — ясновидець, шукач скарбів
- Алі Мухаммад — Рамазан
- Бахтіяр Закіров — головна роль
- Юріс Стренга — мер
- Гуна Гейкіна — занепала жінка
- Катерина Медведєва — дочка
- Світлана Тормахова — роль другого плану
- Теша Мумінов — роль другого плану
- Мохаммед Рафіков — роль другого плану
- Мурад Раджабов — роль другого плану
- С. Садиков — роль другого плану
- Садик Мурадов — Яша
- Садулло Наїмов — роль другого плану
- Бобосаїд Ятімов — роль другого плану
- Ульмас Юсупов — роль другого плану
- Махамадалі Мухамадієв — епізод
- Т. Ібрагімова — епізод
- Мухаммаджон Холматов — епізод
- О. Фузайлов — епізод
- Г. Ахадов — епізод
- К. Ахадова — епізод
- Г. Карімов — епізод
- Б. Ходжаєв — епізод
- Рушт Руштов — епізод
- І. Багдасарян — епізод
- С. Яшиєв — епізод
- Халіл Хамраєв — епізод
- М. Кодиров — епізод
- Фуркат Кодиров — епізод
- І. Джумаєв — епізод
- С. Шаріфов — епізод
- Володимир Жаріков — епізод

## Знімальна група
- Режисер — Бако Садиков
- Сценаристи — Бако Садиков, Улугбек Садиков
- Оператор — Рифкат Ібрагімов
- Художник — Володимир Салімов